# Atsuji Miyahara
Atsuji Miyahara (n. 20 decembrie 1958, Prefectura Kagoshima, Japonia) este un luptător ce a reprezentat Japonia, medaliat olimpic. A participat la 2 ediții ale Jocurilor Olimpice (1984, 1988) în care a câștigat o medalie de aur și o medalie de argint.